# Adolph Carl von Humbracht
Adolph Carl von Humbracht (* 18. März 1753 in Frankfurt am Main; † 24. März 1837 ebenda) war ein deutscher Patrizier und Politiker.

## Leben und Werk
Humbracht entstammte einer Familie von Frankfurter Patriziern, die auf den Goldschmied Martin Humbracht († um 1390/1393) zurückging. Dieser stammte aus Speyer und erwarb 1366 durch die Heirat mit einer Frankfurter Bürgerstochter das Bürgerrecht. Seine Nachfahren heirateten in die Patrizierfamilien Appenheimer und Brun gen. Faut von Monsberg ein, wodurch sie 1416 Eingang in die Adelige Gesellschaft Alten Limpurg fanden.
Adolph Carl von Humbracht wurde als Sohn des österreichischen Hauptmanns Ludwig Casimir von Humbracht (1719–1793) und seiner Ehefrau Anna Sibilla geb. Hasslocher (1733–1755) geboren. Bereits 1777 wurde er Ratsherr und 1778 Schöffe. 1791, 1794, 1797, 1799 und 1801 wählte ihn der Rat jeweils zum Älteren Bürgermeister.

### Koalitionskriege
Im Juli 1796 belagerten französische Revolutionstruppen unter General Jean-Baptiste Kléber Frankfurt. Da die Stadt von österreichischen Truppen besetzt gehalten wurde, fuhr die französische Armee Geschütze auf den Anhöhen nördlich der Stadt, zwischen Eschenheimer Tor und Allerheiligentor auf. Um den österreichischen Kommandeur Graf Wartensleben zur Kapitulation zu zwingen, ließ Kléber die Stadt vom 12. Juli bis zum 14. Juli mehrfach beschießen. Vor allem der Nordteil der Frankfurter Judengasse und das Viertel um die Konstablerwache wurden getroffen und gerieten in Brand. Zahlreiche Häuser wurden vollkommen zerstört. Die österreichischen Besatzer mussten daraufhin kapitulieren, und die französischen Truppen besetzten die Stadt und belegten sie mit einer Kontribution von sechs Millionen Franken. Als zusätzliche Repressalie wurden angesehene Bürger, darunter die Ratsherren Georg Steitz und Humbracht, als Geiseln genommen und nach Paris gebracht, bis die Kontribution erlegt war.
Auch nach dem Reichsdeputationshauptschluss versuchte Frankfurt am Main, seine Unabhängigkeit zu bewahren. Um der Mediatisierung zu entgehen, begann der Rat der Stadt ein Netz von diplomatischen Beziehungen zu knüpfen, in dem Humbracht eine wichtige Rolle übernahm. So vertrat er die Stadt mehrfach am Hof Kaiser Franz II. in Wien. Am 23. September 1804 wurde Humbracht zusammen mit Johann Wilhelm Metzler von Napoléon Bonaparte in Mainz empfangen, und im Dezember vertraten Humbracht und Metzler die Stadt bei der Kaiserkrönung in Paris.

### Dalbergzeit
Dennoch schlug mit dem Ende des Heiligen Römischen Reiches auch für die Freie Reichsstadt Frankfurt die Stunde. Bei der Gründung des Rheinbundes wurde die Stadt dem neu gegründeten Fürstentum Aschaffenburg des Fürstprimas Carl Theodor von Dalberg zugeschlagen. Humbracht wurde 1807 Fürstlich Primatischer Kammerherr und als Erster Bürgermeister Leiter der Stadtverwaltung. Als dieses Amt 1810 aufgehoben und durch einen Maire nach französischem Vorbild abgelöst wurde, erhielt Humbracht den Titel eines Fürstlich Primatischen Generalmajors, den er auch in der Zeit des kurzlebigen Großherzogtums Frankfurt führte.

### Freie Stadt Frankfurt
Nach der Völkerschlacht bei Leipzig löste sich das Großherzogtum auf. Frankfurt erhielt seine Unabhängigkeit wieder und kehrte verfassungsrechtlich weitgehend zu den Strukturen vor 1806 zurück. So wurde auch die beiden Bürgermeisterämter wiedereingeführt. 1813 bis 1816 versah Humbracht das Amt des Älteren Bürgermeisters, bis mit der Annahme der Konstitutionsergänzungsakte die neue Verfassung der Freien Stadt Frankfurt in Kraft trat und wieder im jährlichen Wechsel zwei Senatoren zu Bürgermeistern gewählt wurden.
In der Freien Stadt Frankfurt übernahm Humbracht keine Ämter mehr. Er starb am 24. März 1837 in Frankfurt am Main. In Frankfurt erinnern die Humbrachtstraße im Nordend und die 1776 von Maria Philippine von Humbracht, geb. von Glauburg gegründete Humbrachtsche Stiftung zur Unterstützung von Frauen und Fräulein aus dem Hause Limpurg an die 1896 ausgestorbene Familie.